# Pērkons
Pērkons — латвийская рок-группа, основанная в 1981 году. Основатель и автор музыки к песням — Юрис Кулаковс, бывший клавишник группы Menuets. Группа использовала тексты таких авторов, как Клавс Элсбергс, Марис Мелгалвс, Викторс Калныньш, Эдуардс Вейденбаумс и др.
Pērkons является одной из самых популярных и скандальных групп Латвии 1980-х годов, её деятельность в СССР дважды была запрещена. Два первых альбома были записаны в доме Ливии Акуратере и распространялись по Латвии нелегально. В период между запретами группа выступала под наименованием «Советская Латвия» (латыш. Padomju Latvija).
Самые популярные песни группы — «Slidotava», «Pie baltas lapas», «Gandrīz tautasdziesma», «Mana dienišķā dziesma», «Labu vakar», «Balāde par gulbi» и «Mēs pārtiekam viens no otra» (последняя заняла первое место на конкурсе «Микрофон-89»).

## Дискография

### Студийные альбомы
- Mākslas darbi (рус. «Художества», 1981)
- Zibens pa dibenu («Молнией по заднице», 1982)
- Ei, jūs tur! («Эй, вы там!», 1984)
- Kā jūra, kā zeme, kā debess («Как море, как земля, как небо», 1984)
- Klusā daba ar perspektīvu («Тихая природа с перспективой», 1985)
- Labu vakar! («Добрый вечер!», 1987)
- Ballīte («Вечеринка», 1990)
- Latviska virtuve («Латышская кухня», 1991)